# عین جنه (اردن)
عین جنه (به عربی: عین جنا) یک روستا در اردن است که در استان عجلون واقع شده‌است.